# Associação Portuguesa de Desportos (futebol feminino)
Associação Portuguesa de Desportos de Futebol Feminino é a equipe de futebol feminino da  Portuguesa da cidade de São Paulo, no estado de São Paulo, fundada em 1997.

## História
Fundada em 1997, a equipe feminina foi muito forte em seus primeiros anos Campeonato Paulista em 1998, 2000, 2002. Em 1999 ganhou a Taça Brasil.

## Títulos
- Taça Brasil: 1999.[3]
- Campeonato Paulista: 3 vezes — 1998,[1] 2000,[1] 2002.[1]